# Каттлея жёлтенькая
Каттлея жёлтенькая или Каттлея лютеола (лат. Cattleya luteola) — многолетнее травянистое растение семейства Орхидные.
Как декоративно-цветущее растения используются в комнатном и оранжерейном цветоводстве с 1830 года.

## Синонимы
По данным Королевских ботанических садов в Кью:
- Epidendrum luteolum (Lindl.) Rchb.f. in Walp., 1861
- Cattleya epidendroides Rchb.f., 1856
- Cattleya flavida Klotzsch, 1856
- Cattleya holfordii Rchb.f., 1856
- Cattleya luteola var. fastuosa Rchb.f., 1856
- Cattleya luteola var. lepida Rchb.f., 1856
- Cattleya meyeri Regel, 1856
- Cattleya modesta C.A.Mey. ex Regel, 1856
- Cattleya luteola var. multiflora Barb.Rodr., 1877
- Cattleya luteola var. roezlii Rchb.f., 1881
- Cattleya sulphurea auct., 1889

## Этимологияи история описания
Видовое название luteola образовано от латинского слова lutum, i, которое переводится, как жёлтая краска, жёлтый цвет, желтизна. Название отражает общий тон цветков этого вида.
Вид не имеет устоявшегося русского названия, в русскоязычных источниках чаще используется научное название Cattleya luteola.
Английское название — Pale Yellow Cattleya.
В частных коллекциях орхидей в Европе Cattleya luteola выращивали с 1830-х гг., она не появлялась в продаже до 1840-х гг. Кроме того, каттлея не была описана как новый вид до 1853 г., когда Джон Линдли написал о ней в книге The Gardeners’ Chronicle (стр. 774). Так как орхидея культивировалась уже много лет под именем C. luteola, Линдли просто принял это название без всяких упоминаний о её происхождении. В 1856 году Иоганн Клоцш описал её как Cattleya flavida, Эдуард Регель как Cattleya meyeri, Мейер как Cattleya modesta, а Генрих Райхенбах описал её дважды, как Cattleya epidendroides и как Cattleya holfordii.

## Ареал, экологические особенности
Бразилия, Эквадор, Перу, Боливия.
Некоторые места сборов гербарных образцов: 

Боливия, Ла-Пас (Abel Iturralde) — 450 м — 13°47’05"S\068°14’46"W

Боливия, Ла-Пас (Franz Tamayo) — 14°25’00"S\067°55’00"W

Боливия, Ла-Пас (Franz Tamayo) — 450 м — 14°27’00"S\067°56’00"W

Боливия, Ла-Пас (Sud Yungas)

Боливия, Санта-Крус (Ichilo) — 270 м — 17°04’55"S\064°16’23"W

Перу, Лорето (Maynas) — 95 м

Перу, Лорето (Maynas) — 90 м

Перу, Мадре де Диос (Tambopata) — 200 м — 12°39’47"S\069°09’34"W

Перу, Мадре де Диос (Tambopata) — 200 м — 12°39’47"S\069°09’34"W

Перу, Мадре де Диос (Tambopata) — 200 м — 12°29’00"S\069°03’00"W

Перу, Сан-Мартин — 260 м
Эпифит в тропических дождевых лесах на высоте от 100 до 1200, иногда до 2000 метров над уровнем моря. Средние ночные температуры в местах естественного произрастания вида от 16 до 21 °C, дневные около 27 °C. Относительная влажность воздуха 80 — 85 %.
Каттлея жёлтенькая входит в Приложение II Конвенции CITES.
 Цель Конвенции состоит в том, чтобы гарантировать, что международная торговля дикими животными и растениями не создаёт угрозы их выживанию. Приложение включает все виды, которые в данное время хотя и не обязательно находятся под угрозой исчезновения, но могут оказаться под такой угрозой, если торговля образцами таких видов не будет строго регулироваться в целях недопущения такого использования, которое несовместимо с их выживанием; а также другие виды, которые должны подлежать регулированию для того, чтобы над торговлей образцами некоторых видов из первого списка мог быть установлен эффективный контроль.

## Биологическое описание
Симподиальные растения средних размеров. 

Псевдобульбы однолистные, веретеновидные, от 8 до 15 см в высоту, располагаются плотной группой.

Листья жёсткие, удлинённо-ланцетовидные, длиной от 8 до 16 см, шириной около 4 см.

Цветоносы короткие, 4-15 см длиной, обычно 2-5 цветковые. Соцветие кистевидное.

Цветки от лимонного до зелёно-жёлтого цвета, около 5 см в диаметре. Некоторые клоны имеют приятный аромат. Сепалии удлинённые, на конце заострённые, 3 см длиной и 1 см шириной. Петалии удлинённые, узкие, 3 см длиной и 1 см шириной, края закруглённые, чаще всего волнистые. Губа широкая, от 2,5 до 3,5 см в длину и от 2 до 2,5 см в ширину, по краю волнистая, а на передней части имеются волоски. Основной цвет губы жёлтый, по краю светлее, реже белая, внутренняя часть с красными штрихами. Колонка 1,4 см.

## В культуре
Температурная группа — тёплая. По другим данным умеренно-тёплая.
В южной части Калифорнии выращивается на открытом воздухе. В комнатной культуре вид распространён слабо.
Цветёт летом — осенью (согласно некоторым источникам может цвести в любое время года).
Посадка на блок из коры сосны или пробкового дуба, или в горшок или корзинку для эпифитов с субстратом из сосновой коры средней или крупной фракции. 
 Субстрат после полива должен полностью просыхать. Для полива лучше использовать воду прошедшую очистку методом обратного осмоса.
После цветения наступает период покоя, во время которого сокращают полив. Некоторые цветоводы считают, что Cattleya luteola лучше растёт без периода покоя.
Относительная влажность воздуха 50—80 %.
Освещение: яркий рассеянный свет. Существует успешный опыт содержания этого вида при освещении люминесцентными лампами, при температурах 21—24 °C ночью и около 29 °C днём.
Подкормки только в период активной вегетации комплексным удобрением для орхидей в минимальной концентрации 1-3 раза в месяц.
Cattleya luteola активно используется в производстве гибридов каттлей отличающихся миниатюрными размерами.

## Искусственныегибриды(грексы)
По данным The International Orchid Register.
- Brassolaeliocattleya Greenish Art — C. luteola × Blc. Sugar Loaf Mountain, Sato Orch. 2006
- Cattleya Bucks Fizz — C. harrisoniana × C. luteola, R&D.Orchids 2009
- Cattleya Orquidacea’s Jade — C. warneri × C. luteola, R.Giorchino 2002
- Cattleya Annelies — C. luteola × C. schofieldiana R.Van Roy 2001
- Dialaeliocattleya Retro — Dial. Snowflake × C. luteola, Puanani 2002
- Laeliocattleya Mini Lute — Lc. Mini Purple × C. luteola, C.R.Hall (K.& B.Beale) 2000
- Epicattleya Aster McMillan — Epi. pseudepidendrum × C. luteola, C.McMillan 2001
- Epicattleya Cayetano Heredia — C. luteola × Epi. macrocarpum, Univ. Peru C.H. 2008
- Potinara Varut Starbright — Pot. Netrasiri Starbright × C. luteola, K.Vejvarut 2003
- Potinara Orquidacea’s Rubi Star — C. luteola × Pot. Orquidacea’s Glory, R.Giorchino 2005
- Sophrolaeliocattleya Rajah’s Lute — C. luteola × Slc. Rajah’s Ruby, F.J.Bergman(O/U) 2003